# Gilles Simeoni
Gilles Simeoni (Bastia, 20 aprile 1967) è un avvocato e politico francese.
Sindaco di Bastia dal 2014 al 2016, dal 2015 è presidente del Consiglio esecutivo della Corsica.
Figlio di Edmond Simeoni, come avvocato penalista ha difeso nel processo Yvan Colonna.

## Biografia
Nato e cresciuto a Bastia, nel dipartimento dell'Alta Corsica, è figlio del nazionalista còrso Edmond Simeoni (e dunque nipote di Max Simeoni), e di una donna francese di origini ebraico-alsaziane e polacche. Laureatosi in giurisprudenza, ha poi conseguito un dottorato in scienze politiche presso l'Università della Corsica. 
Intrapresa la carriera da avvocato nell'ottobre 1994, si è affermato come uno dei più noti penalisti còrsi grazie anche alla sua partecipazione al pool di legali incaricati della difesa del nazionalista còrso Yvan Colonna in occasione del suo terzo processo presso la Corte d'assise, nel maggio del 2011, per la sua implicazione nell'omicidio del prefetto francese Claude Érignac per mano degli indipendentisti còrsi del FLNC, risalente al 1998.. Dopo la sua elezione a sindaco di Bastia nel 2014, Simeoni si è dedicato esclusivamente alla politica.

### Carriera politica
Attivo nei sindacati studenteschi a Corte e ad Aix-en-Provence; con lo scoppio della faida interna all'indipendentismo còrso maturò in lui la convinzione della politica non violenta alternativa alla lotta armata. Nel 2001 Simeoni fece il suo esordio in politica sostenendo in occasione delle elezioni comunali a Bastia la candidata di A Mossa Naziunale Marie-Jean Vinciguerra. Iscrittosi alla Ligue française pour la défense des droits de l'homme et du citoyen nel 2003, quattro anni dopo, durante le elezioni legislative, si candidò nella 2ª circoscrizione dell'Alta Corsica ottenendo al primo turno il 13,5% dei voti e non venendo così ammesso al secondo turno.
Nel 2008 Simeoni si candidò alle comunali di Bastia ottenendo al primo turno il 14,91% delle preferenze e al secondo turno il 25%. Grazie a questo risultato divenne il capo dell'opposizione nel consiglio comunale bastiese. Due anni più tardi, in occasione delle elezioni regionali, costituì con Jean-Christophe Angelini la lista Femu a Corsica la quale, dopo aver conseguito il 18,40 % dei voti al primo turno, nella seconda tornata riuscì a guadagnare il 25,89 % delle preferenze, ottenendo così 11 seggi nell'assemblea còrsa.
Nelle legislative del 2011 Simeoni si candidò nella 1ª circoscrizione dell'Alta Corsica classificandosi secondo alle spalle del candidato dell'UMP. Tre anni dopo, in occasione delle comunali di Bastia, formò la lista Inseme per Bastia, ottenendo al primo turno il 32,34 % dei voti. Al secondo turno, dopo aver stretto un accordo con il radicale dissidente François Tatti ed il candidato dell'UMP Jean-Louis Milani, riuscì a vincere con il 55,40 % delle preferenze. Con questo risultato il 5 aprile 2014 Simeoni è diventato il primo sindaco nazionalista di Bastia, città governata dal 1968 da un'alleanza tra radicali e comunisti.
In occasione delle elezioni dipartimentali del marzo 2015 la lista di Simeoni si presentò esclusivamente nei quattro cantoni del comune di Bastia. Il 6 dicembre dello stesso anno, al primo turno delle regionali, ottenne il 17,62 % classificandosi secondo alle spalle del candidato uscente, il radicale di sinistra Paul Giacobbi. In vista del secondo turno del 13 dicembre successivo, strinse un'alleanza con l'altro candidato indipendentista Jean-Guy Talamoni. Con il 35,34% delle preferenze la lista di Simeoni riuscì a vincere aggiudicandosi 24 seggi su 51 disponibili. Il 17 dicembre, al terzo turno, fu eletto presidente del consiglio esecutivo della Corsica. Prestò giuramento in còrso sulla Giustificazione della rivoluzione di Corsica di Gregorio Salvini. In seguito si dimise dalla carica di sindaco di Bastia, venendo sostituito dal suo vice Pierre Savelli. Ciò nonostante Simeoni ha continuato a ricoprire l'incarico di consigliere comunale nella cittadina còrsa.
Durante le elezioni territoriali del dicembre 2017 la coalizione nazionalista Pè a Corsica di Simeoni si confermò e si rafforzò nell'Assemblea della Corsica ottenendo al secondo turno il 56,46% dei voti. Il 2 gennaio 2018 è stato riconfermato come presidente del consiglio esecutivo còrso.
Le elezioni regionali del 2021 hanno assistito ad un'affermazione netta di Simeoni e della sua lista Fà popolu Inseme nonostante le divisioni interne al fronte nazionalista che, a poche settimane dal voto, hanno portato alla fine della coalizione Pè a Corsica. Dopo un 29,10% ottenuto al primo turno, il presidente uscente è riuscito infatti a vincere sul candidato della destra Laurent Marcangeli con il 40,64% dei voti aggiudicandosi 32 seggi su 63 disponibili.